# William Accambray
William Accambray (Cannes, 8 de abril de 1988) é um handebolista profissional francês, campeão olímpico.